# Albert Paulitz
Albert Paulitz (ur. 31 marca 1909 w Nowym Stawie, zm. 22 października 1948 w Gdańsku) – zbrodniarz nazistowski, kierownik komanda więźniarskiego (Kommandoführer) w niemieckim obozie koncentracyjnym Stutthof, SS-Oberscharführer.
Syn Alberta Paulitz i Elżbiety ze Stopczyńskich. Na początku 1933 roku wstąpił do partii nazistowskiej, a 17 kwietnia 1933 roku wstąpił do SS.
W drugim procesie załogi obozu przed polskim Sądem Okręgowym w Gdańsku skazany został na karę śmierci. Wyrok wykonano przez powieszenie 22 października 1948.